# Suddenly
Suddenly és una pel·lícula estatunidenca dirigida per Lewis Allen, estrenada el 1954. Ha estat doblada al català.

## Argument[2]
Al final dels anys 1940, a la petita ciutat americana de Suddenly, el xèrif Tod Shaw s'assabenta que un tren especial ha de parar-hi algunes hores, portant a bord el president dels Estats Units. Poc després, arriba un equip dels serveis secrets, dirigit per Dan Carney, per tal de tranquil·litzar el sector, en col·laboració amb la policia local. Així, Carney i Shaw van fins a una casa que domina l'estació, habitada per Peter 'Pop' Benson (jubilat dels serveis secrets i antic cap de Carney), la seva nora Ellen (vídua del fill de Pop ‘ mort a la Segona Guerra Mundial) i el seu net 'Pidge'. S'enfronten llavors a John Baron i els seus dos adjunts (Benny i Bart), que s'havien presentat allà poc abans, com agents del F.B.I., però que abaten de seguida Carney i fereixen al braç Shaw. El seu objectiu real és matar el president quan baixi del tren, i s'instal·len minuciosament, prenent en ostatge la família...

## Repartiment
- Frank Sinatra: John Baron

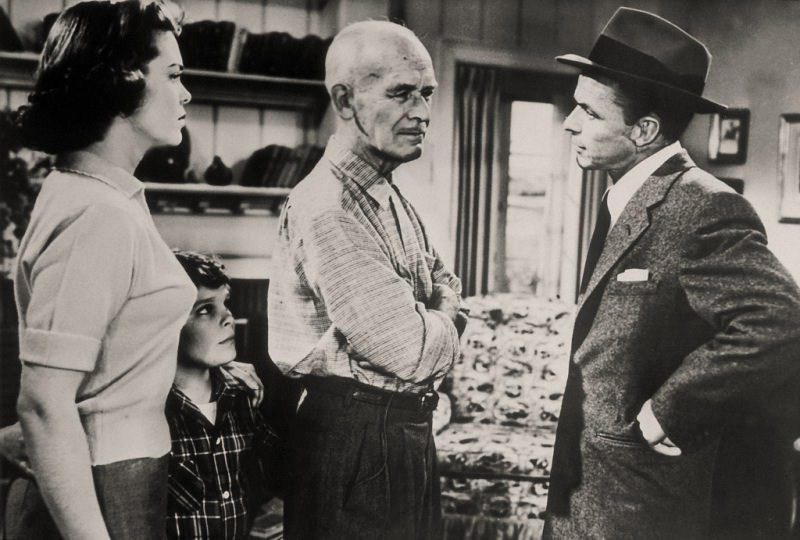
D'esquerra a dreta: Nancy Gates, Kim Charney, James Gleason i Frank Sinatra

- Sterling Hayden: El Xèrif Tod Shaw
- James Gleason: Peter 'Pop' Benson
- Nancy Gates: Ellen Benson
- Kim Charney: Peter 'Pidge' Benson III
- Willis Bouchey: Dan Carney
- Paul Frees: Benny Conklin
- Christopher Dark: Bart Wheeler
- James O'Hara: Jud Hobson
- Kem Dibbs: Wilson
- Clark Howat: Haggerty
- Charles Smith: Bebop
- Paul Wexler: Slim Adams

## Història

### Influència
L'any 1959, cinc anys després de l'estrena de Suddenly, es va publicar The Manchurian Candidate, una novel·la escrita per Richard Condon, un antic agent de premsa de Hollywood. Igual que amb Suddenly, el llibre de Condon presenta un antic heroi de guerra amb problemes mentals que, en el clímax de la història, utilitza un rifle amb un visor per disparar a un polític, en el cas de la novel·la, un candidat presidencial. The Manchurian Candidate es va estrenar com a una pel·lícula el 1962, protagonitzada per Sinatra, però aquesta vegada intentava evitar que Laurence Harvey cometés un assassinat. Paul Frees, que interpreta Benny Conklin a Suddenly, va ser el narrador de The Manchurian Candidate (1962).
Sinatra va demanar a United Artists que retirés Suddenly de la circulació perquè va sentir el rumor que Lee Harvey Oswald l'havia vist abans de l'disparar al president Kennedy. Segons la llegenda de Hollywood, Sinatra hauria comprat totes les còpies restants de Suddenly i les hauria fet destruir, però això no era cert. Suposadament, Sinatra també volia que The Candidat de Manxúria del qual va ser productor es retirés després de l'assassinat, però la seva desaparició va ser causada pel fet d'haver completat un calendari normal d'estrena de pel·lícules.
El 2013 es va estrenar un remake de Suddenly, protagonitzat per Dominic Purcell i dirigit per Uwe Boll.

### Pèrdua dels drets d'autor
Els drets d'autor de la pel·lícula no es van renovar i va passar a ser de domini públic; es pot descarregar i veure gratuïtament en línia. Suddenly va ser acolorit per a vídeo casolà per Hal Roach Studios el 1986, fent que els ulls blaus de Sinatra fossin marrons. Una versió acolorida remasteritzada per Legend Films es va llançar en DVD el 16 de juny de 2009, que també inclou una impressió recentment restaurada de la pel·lícula original en blanc i negre.
Serge Bromberg, un conservador de pel·lícules amb seu a París, va restaurar completament la pel·lícula a partir de negatius de càmera per a Lobster Films, que la va estrenar el 2018.